# イベコン (テレビ番組)
『イベコン』は、日本テレビで2012年1月6日から2012年3月30日まで毎週金曜日1:48 - 1:58（毎週木曜日深夜）に放送された情報番組。

## 概要
新人イベコン（日本テレビイベントコンパニオン）が、鬼教官（大先輩）・順子の下、日本テレビコンテンツ事業局のエンタテインメント情報を魅力的かつ面白く伝える。

## 出演者
- イベコン（日本テレビイベントコンパニオン）…魅力的なイベント情報を伝えるため日夜奮闘中。
- 大先輩・JUN子（声：豊田順子（日本テレビアナウンサー））…番組メインキャラクター。かつて伝説のイベコンとよばれ今は若きイベコンたちの指導者。

## スタッフ
- 演出：後藤全孝
- 制作協力：AX-ON
- 製作著作：日本テレビ